# Carl Friedrich von Ledebour

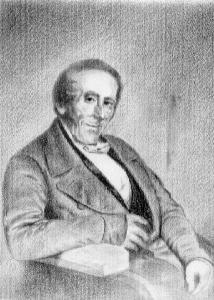
Carl Friedrich von Ledebour, Botaniker

Carl Friedrich Ledebour, ab 1823 von Ledebour oder auch Karl (Friedrich) von Ledebur (* 8. Juli 1785 in Stralsund, Schwedisch-Pommern; † 4. Juli 1851 in München, Königreich Bayern) war ein deutscher Botaniker, Professor und kaiserlich russischer Staatsrat. Sein offizielles botanisches Autorenkürzel lautet „Ledeb.“ Im Russischen ist er bekannt als Карл Фридрих фон Ледебур (Karl Fridrich fon Ledebur).

## Familie
Ledebour war der Sohn des schwedischen Militärauditeurs Johann Ledebour († 1785; kurz vor seiner Geburt). Er gehört nicht zum westfälischen Adelsgeschlecht von Ledebur. Seine Mutter war Anna Maria Hagemann, seit 1799 Leiterin einer Mädchenschule in Barth. Er heiratete 1815 Elisabeth von Mirbach (1786–1863), die Tochter des Starost von Gitany und Erbherr von Krussen Georg Christoph von Mirbach und dessen Ehefrau Christine Emerentia Nolde. Das Paar war kinderlos und adoptierte eine Tochter, Julie Dreuttel. Nach dem Tod ihres Mannes führt die Witwe noch einige Jahre in München ein gastliches Haus. Zu den Gästen zählten Emanuel Geibel, Paul Heyse, Wilhelm Heinrich Riehl und Adolf Friedrich von Schack.

## Leben
Ledebour wurde nach dem Studium der Mathematik und Naturwissenschaften im Jahr 1805, nach einem längeren Aufenthalt in Schweden, wo er Schüler von Linné traf, die ihn für die Botanik gewannen, Professor der Botanik und Leiter des Botanischen Gartens der Universität Greifswald. Von 1811 bis 1836 war er Professor und Direktor des Botanischen Gartens in Dorpat (heute Tartu in Estland), den er selbst einrichtete und zu europäischem Ruhm brachte.
Seine Studienreisen führten Ledebour unter anderem nach Russland, Sibirien und Zentralasien; von dort brachte er zahlreiche handgefertigte Farbtafeln der russischen Flora zurück. Die Erforschung der Pflanzenwelt des russischen Reiches dankte ihm Zar Alexander I. im Jahr 1823 mit der Erhebung in den Adelsstand. Nach seiner Emeritierung im Jahr 1836 lebte er zunächst in Odessa, ging dann nach Heidelberg und München, wo er 1851 starb.
In seinem Werk Flora altaica gibt Ledebour die Erstbeschreibung von Arten wie dem Asiatischen Wildapfel (Malus sieversii, von ihm noch als Pyrus sieversii benannt) und der Sibirischen Lärche (Larix sibirica). Seine Flora rossica diente Benjamin Daydon Jackson als eines der Grundlagenwerke für die Erstellung des Index Kewensis.

## Ehrungen
- Kaiserlich russischer Staatsrat
- Träger mehrerer hoher Orden
- Korrespondierendes Mitglied der Russischen Akademie der Wissenschaften[4] (seit 1814)
- Mitglied der Königlichen Physiographischen Gesellschaft in Lund (seit 1816)[5]
- Mitglied der Bayerischen Akademie der Wissenschaften (seit 1844)[6]
- Mitglied der Preußischen Akademie der Wissenschaften (seit 1832)[7]

Die Pflanzengattungen Ledebouria und Ledebouriella H. Wolff (veraltet, jetzt Saposhnikovia) und die Trollblume Trollius ledebourii sowie die Lilie Lilium ledebourii sind nach ihm benannt.
Zwei Porträts des Botanikers sollen sich in der Mailingerschen Porträtsammlung der Stadt München befinden. Der Name ist allerdings in der Liste der Porträtierten nicht zu finden.

## Werke
- Reise durch das Altai-Gebirge und die soongorische Kirgisen-Steppe. 2 Bände und Atlas. Reimer, Berlin 1829/1830. (Digitalisat Theil 1), (Theil 2)
- Flora altaica.4 Bände. Reimer, Berlin 1829–1834. Die erste Florabeschreibung des Altaigebirges. (Digitalisat Band 1), (Band 2), (Band 3), (Band 4)
- Icones plantarum novarum vel imperfecte cognitarum floram rossicam, imprimis altaicam, illustrantes. 5 Bände. Deubner, Riga; Treuttel & Würtz, London/Paris/Straßburg; Libraira Parisiensi, Brüssel 1829–1834.
- Flora rossica; sive Enumeratio plantarum in totius imperii rossici europaeis, asiaticis et americanis hucusque observatarum. Stuttgart 1842–1853, 4 Bände; wohl die erste komplette Florabeschreibung des Russischen Reiches.